# Álvaro Siviero
Álvaro Siviero, nascido em São Paulo em 27 de janeiro de 1969, é um pianista brasileiro, formado em física pela Universidade de São Paulo e especialista em Educação Multicultural pelo Lesley College, Cambridge.

## Cronologia
- 1979 - Recebeu seu primeiro prêmio aos nove anos: a Medalha de Ouro do Governo do Estado de São Paulo para jovens talentos.
- 2004 - Na Argentina, atuou como pianista convidado nos projetos de integração cultural do Cone Sul
- 2006 - Tornou-se o primeiro brasileiro mundialmente selecionado a participar do curso de imersão na obra pianística de Beethoven na Casa Orfeo - Fondazione Wilhem Kempff, em Positano, Itália.[2]
- 2006 - Abriu o calendário das comemorações aos 250 anos de nascimento de Mozart, ao lado do pianista austríaco Paul Gulda, em Curitiba.
- 2007 - Apresentou-se em recital exclusivo para o Papa Bento XVI durante as visitas do pontífice ao Brasil.
- 2007 - Responsável pela curadoria artística do Embratel Convention Center (Curitiba).[3]
- 2009 - Representou o Brasil no Encontro Mundial de Artistas, celebrado na Capela Sistina, em Roma.
- 2010 - Abriu as comemorações aos 200 anos de nascimento de Frédéric Chopin.
- 2011 - Na Cartoixa de Valldemossa, realizou o primeiro recital oficial de reabertura no verdadeiro local em que viveu o compositor Frédéric Chopin, em Maiorca.
- 2014 - Abriu a edição inaugural do Prêmio Jorge Amado – Prêmio Nacional às Artes, ao qual também foi um dos indicados.

## Prêmios
- Medalha de Ouro do Governo do Estado de São Paulo[4]
- Comenda da Ordem do Mérito Cultural Carlos Gomes[5][6]
- Prêmio Jorge Amado – Prêmio Nacional às Artes (indicado)[7]

## Brasil Paralelo
Participa como pianista, apresentador e professor no canal conservador Brasil Paralelo, ministrando uma grande variedade de cursos e palestras, sobretudo sobre a história da música erudita. 